# Алкино (станция)
А́лкино — железнодорожная станция Западного направления Башкирского региона Куйбышевской железной дороги в Чишминском районе Республики Башкортостан.
Рядом со станцией находилась деревня которая, до 10 сентября 2007 года, называлась деревня станции Алкино.

## Характеристика
На станции две низкие пассажирские платформы:
- одна боковая в сторону Уфы;
- одна островная в направлении станции Чишмы-1.

Платформы соединены надземным переходом. На платформе в сторону Уфы имеется пассажирский павильон в виде железобетонного навеса. Здание вокзала не функционирует.